# Geronimo's Cadillac (bài hát của Modern Talking)
Geronimo's Cadillac là đĩa đơn đầu tiên từ album thứ tư In The Middle Of Nowhere của Modern Talking.

## Danh sách track
7" Single Hansa 108620	1986
1. "Geronimo's Cadillac" (Dieter Bohlen) - 3:12
2. "Geronimo's Cadillac" (Instrumental) (Dieter Bohlen) - 3:12

12" Maxi Hansa 608 620	1986
1. "Geronimo's Cadillac" (Long Vocal Version) (Dieter Bohlen) - 5:02
2. "Keep Love Alive" (Dieter Bohlen) - 3:25
3. "Geronimo's Cadillac" (Instrumental Version) (Dieter Bohlen) - 3:12

## Xếp hạng
| Xếp hạng (1986)               | Vị trí cao nhất |
| ----------------------------- | --------------- |
| Áo (Ö3 Austria Top 40)        | 3               |
| Bỉ (VRT Top 30 Flanders)      | 4               |
| Pháp (SNEP)                   | 43              |
| Đức (GfK)                     | 3               |
| Ý (Musica e dischi)           | 27              |
| Hà Lan (Dutch Top 40)         | 36              |
| Na Uy (VG-lista)              | 7               |
| Tây Ban Nha(AFYVE)            | 1               |
| Thụy Điển (Sverigetopplistan) | 6               |
| Thụy Sĩ (Schweizer Hitparade) | 6               |